# Gelatin

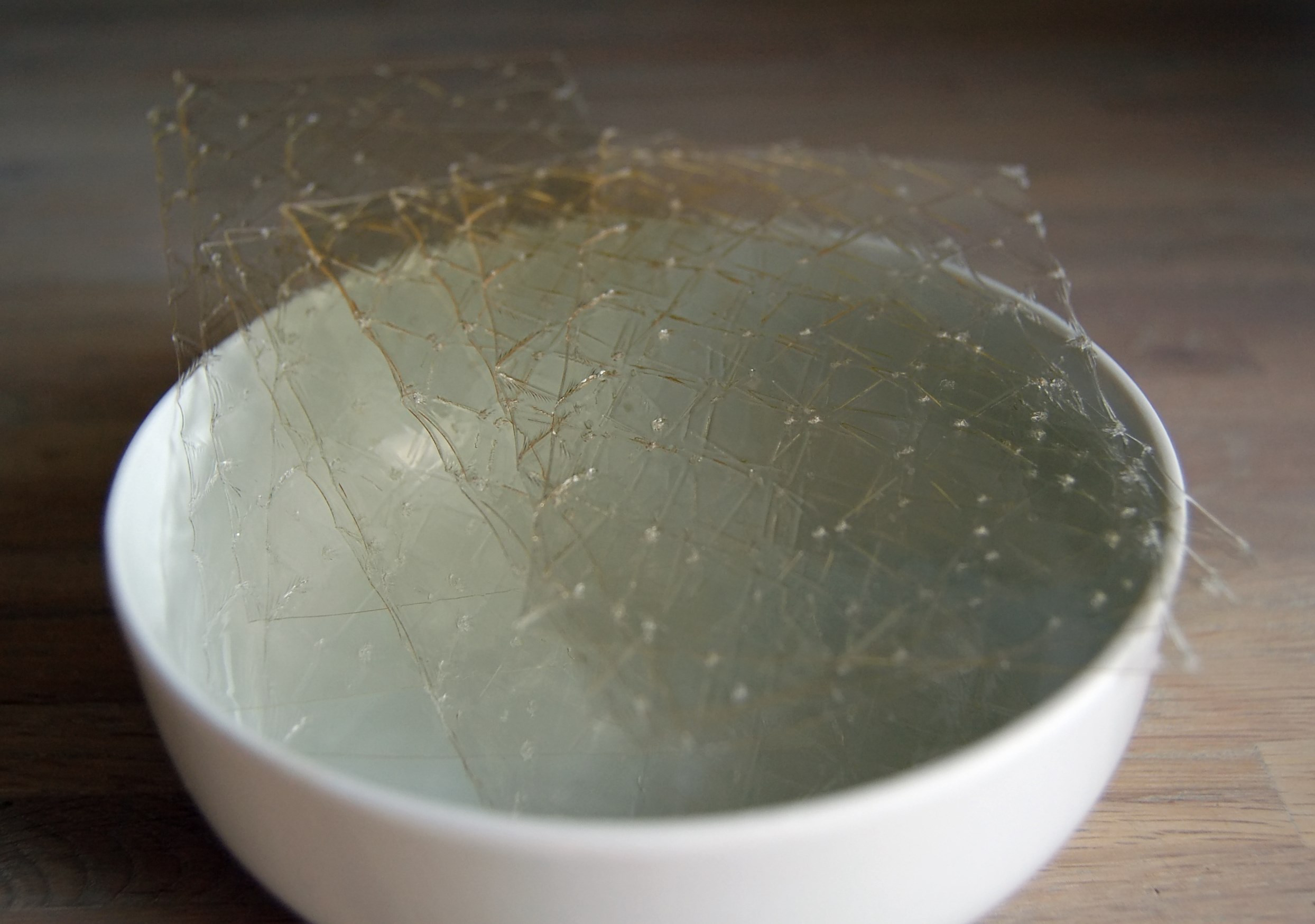
Vài tấm gelatin khô dùng để chế biến món ăn. Khi dùng thì pha nước sôi rồi khuấy lên cho tan. Khi nguội sẽ đông lại

Gelatin là một prôtêin động vật dạng gel không màu, không vị, trong mờ, giòn (khi để khô) được sử dụng để làm thực phẩm, ngoài ra còn cho mục đích công nghiệp. Nó làm từ collagen lấy trong da lợn và xương gia súc, được làm bằng cách đun sôi những thứ đã nêu trên sau khi xử lý bằng base (kiềm) hoặc axit. Nó thường được dùng làm chất làm đông trong thực phẩm, dược phẩm, phim ảnh và mỹ phẩm.

## Dinh dưỡng
Gelatin là thức ăn có prôtêin tinh khiết, dễ tiêu. Về mặt dinh dưỡng, đó là prôtêin không hoàn chỉnh vì do thiếu một số loại amino acid.

## Phản ứng
Gelatin khi chìm trong chất lỏng sẽ hút ẩm và nở ra. Khi chất lỏng được làm ấm lên, các hạt trương nở tan chảy, tạo thành sol (keo chất lỏng) với chất lỏng làm tăng độ nhớt và đông đặc lại tạo thành gel khi nó nguội đi. Trạng thái gel có thể đảo ngược sang trạng thái sol ở nhiệt độ cao hơn và sol có thể chuyển trở lại dạng gel bằng cách làm lạnh. Thời gian đông kết và độ mềm của Gelatin đều bị ảnh hưởng bởi nồng độ prôtêin, đường và nhiệt độ.

## Sản xuất thực phẩm

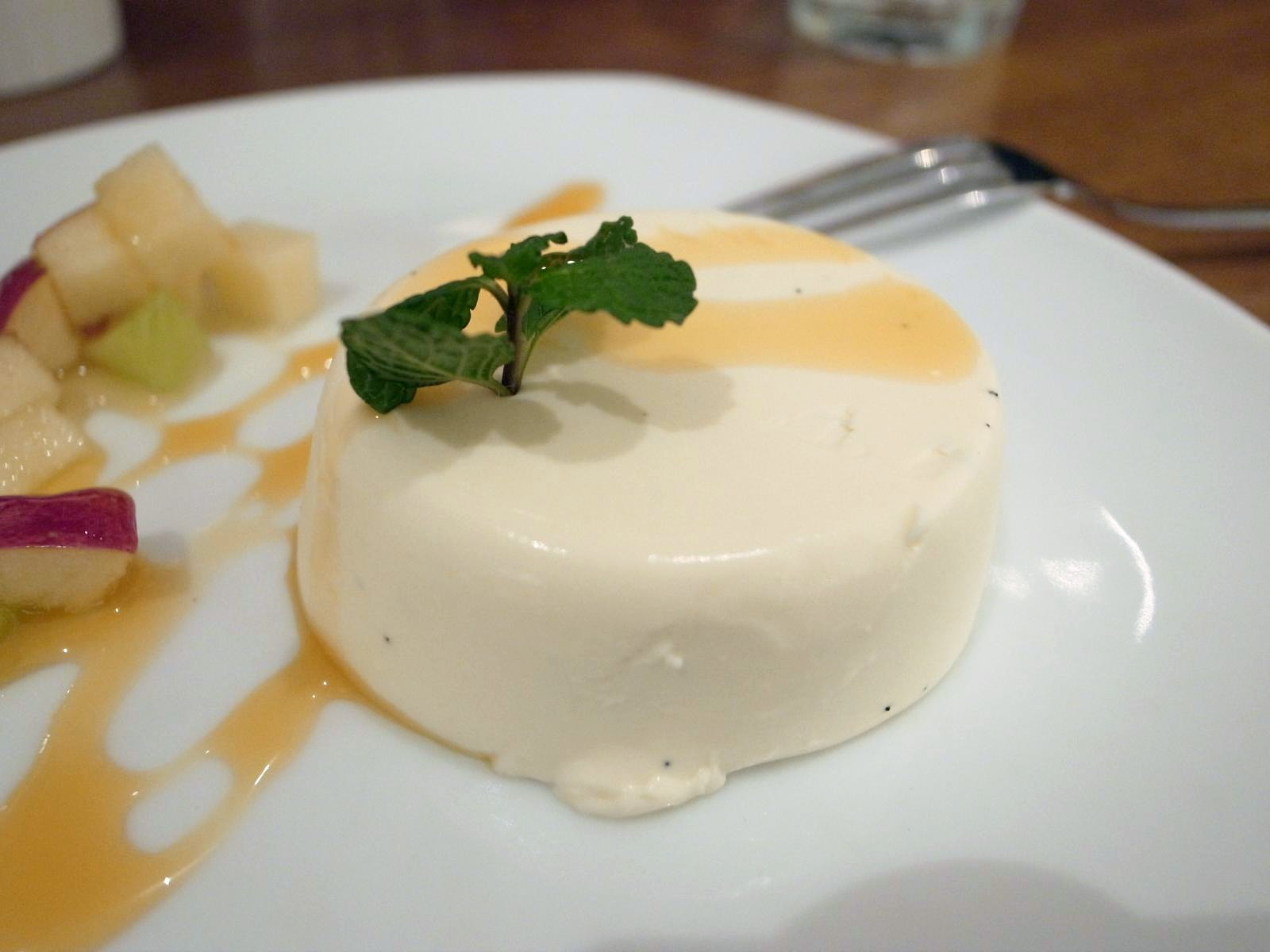
Panna Cotta của nước Ý được làm từ Gelatin, kem đặc và đường.

Gelatin có thể được đánh bông để tạo bọt và hoạt động như một chất nhũ hóa và chất ổn định. Nó được sử dụng để sản xuất các loại thực phẩm dạng gel như thịt có thạch, súp và kẹo, aspics, và các món tráng miệng và để ổn định các sản phẩm thực phẩm dạng nhũ tương và bọt như kem, kẹo dẻo và hỗn hợp dầu hoặc chất béo với nước. Các loại thạch trái cây giống như các sản phẩm gelatin nhưng đạt được độ đông đặc do một số chất thực vật tự nhiên gọi là pectin.

## Công nghiệp
Ngành công nghiệp thực phẩm sử dụng phần lớn gelatin được sản xuất. Gelatin cũng được sử dụng bởi các ngành công nghiệp dược phẩm để sản xuất viên nang, mỹ phẩm, thuốc mỡ, viên ngậm, và các sản phẩm huyết tương và các ngành công nghiệp khác.